# 사랑전쟁
"사랑전쟁"은 1992년에 개봉한 대한민국의 영화이며 서영수 감독이 동료 영화감독 이규형의 오리지널 시나리오 연출을 맡았다.
한편, CF 모델 출신 유진희(본명 박진희)(나나 역)와 또다른 CF 모델 출신 김원희 (숙이 역)가 해당 영화로 스크린 데뷔를 했고 성격이 비교적 발랄한 편이었던 김원희가 순박한 시골처녀 숙이 역을 맡았으며 유진희 김원희는 해당 영화 개봉 몇달 뒤인 1992년 3월 SBS 공채 2기 탤런트 시험에 응시했으나 유진희만 붙고 김원희는 탈락했으며 김원희는 같은 해 여름 MBC 21기  공채 탤런트로 데뷔했다.

## 캐스팅
- 유민 : 유민 역
- 김상중 : 찰리 브라운 역
- 유진희 : 나나 역
- 김원희 : 숙이 역
- 방희 : 찰리 모 역
- 양택조 : 까페주인 역
- 전숙 : 유민 모 역
- 손영순 : 숙이 모 역
- 노사강